# Храбовчик
Храбовчик (слч. Hrabovčík) насељено је мјесто са административним статусом сеоске општине (слч. obec) у округу Свидњик, у Прешовском крају, Словачка Република.

## Становништво
| Година:    | 1994. | 2004.    | 2014.   | 2024.   |
| ---------- | ----- | -------- | ------- | ------- |
| Број људи: | 289   | 328      | 339     | 322     |
| Разлика:   |       | +13,49 % | +3,35 % | -5,01 % |

| Година:    | 2023. | 2024.   |
| ---------- | ----- | ------- |
| Број људи: | 327   | 322     |
| Разлика:   |       | -1,52 % |

Према подацима о броју становника из 2024. године насеље је имало 322 становника.